# 제시카 비엘
제시카 클레어 팀버레이크(영어: Jessica Claire Timberlake, 결혼 전 성은 비엘(Biel), 1982년 3월 3일 ~ )는 제시카 비엘(영어: Jessica Biel)로 잘 알려진 미국의 배우이다. 비엘은 초기 작품인 가족 드라마 시리즈 《제7의 천국》에서 마리 캠던 역할로 얼굴을 알리기 시작했다. 이 시리즈는 채널 The WB에서 방영한 역대 가족 드라마 TV 중에서도 가장 오래 된 시간 동안 방영된 시리즈이다.
1997년 제19회 젊은 예술가상에서 《율리스 골드》로 장편 영화 최우수 연기상 - 젊은 조연여자배우상을 수상하였다. 비엘은 이후 《뒤로 가는 연인들》(2002), 《텍사스 전기톱 연쇄살인사건》(2003), 《블레이드 3》(2004), 《스텔스》(2005), 《척 앤 래리》(2007), 《A-특공대》(2010)와 《토탈 리콜》(2012)등 많은 영화 작품에 출연하였다.

## 사생활
비엘은 1998년 영화 《홈 포 크리스마스》에서 공연한 아담 라보그나와 연인 관계였다가 2001년 여름 결별하였다. 이후 배우 크리스 에반스와 2001년부터 2006년까지 사귀었다.
2007년 비엘은 가수 겸 배우인 저스틴 팀버레이크와 사귀었다가 2011년 12월 결별하였지만 이후 재결합해 2012년 10월 19일 이탈리아, 파사노의 보르고 에그나지아 리조트 호텔에서 결혼식을 올렸다. 비엘은 2015년 4월 10일 아들 사일러스 랜달 팀버레이크를 출산했다. 2020년 둘째 아들이 태어났다.

## 출연 작품

### 영화
| 연도 | 제목                                                       | 역할                  | 참고                          |
| ---- | ---------------------------------------------------------- | --------------------- | ----------------------------- |
| 1994 | It's a Digital World                                       | Regrettal             | 데뷔작                        |
| 1997 | 《율리스 골드》                                            | 캐시 잭슨             |                               |
| 1998 | 《홈 포 크리스마스》 I'll Be Home for Christmas            | 앨리                  |                               |
| 2001 | 《썸머 캐치》                                              | 텐리 패리쉬           |                               |
| 2002 | 《뒤로 가는 연인들》 The Rules of Attraction               | 라라 홀러란           |                               |
| 2003 | 《텍사스 전기톱 연쇄살인사건》 The Texas Chainsaw Massacre | 에린 하데스티         |                               |
| 2004 | 《세룰러》                                                 | 클로에                |                               |
| 2004 | 《블레이드 3》                                             | 아비게일 휘슬러       |                               |
| 2005 | 《스텔스》                                                 | 카라 웨이드 중위      |                               |
| 2005 | 《엘리자베스타운》                                         | 엘렌 키쉬모어         |                               |
| 2005 | 《런던》                                                   | 런던                  |                               |
| 2006 | 《일루셔니스트》                                           | 소피 본 테센 공작부인 |                               |
| 2006 | 《홈 오브 더 브레이브》                                    | 바네사 프라이스       |                               |
| 2007 | 《넥스트》                                                 | 리즈 쿠퍼             |                               |
| 2007 | 《척 앤 래리》 I Now Pronounce You Chuck and Larry         | 알렉스 맥너프         |                               |
| 2007 | 《네 엄마가 동물들을 죽였다》 Your Mommy Kills Animals!    |                       | 다큐멘터리                    |
| 2008 | 《홀 인더 페이퍼 스카이》                                  | 카렌 왓킨스           | 단편 영화, 총괄 프로듀서 참여 |
| 2008 | 《이지 버츄》                                              | 라리타 휘태커         |                               |
| 2009 | 《플래닛 51》                                              | 니라 (목소리)         |                               |
| 2009 | 《파우더 블루》                                            | 로즈-조니             |                               |
| 2010 | 《발렌타인 데이》                                          | 카라 모나한           |                               |
| 2010 | 《A-특공대》                                               | Capt. 차리사 소사     |                               |
| 2011 | 《뉴욕의 연인들》 New Year's Eve                           | 테스                  |                               |
| 2012 | 《토탈 리콜》                                              | 멜리나                |                               |
| 2012 | 《톨 맨》                                                  | 줄리아 데닝           |                               |
| 2012 | 《당신에게도 사랑이 다시 찾아올까요?》 Playing for Keeps   | 스테이시              |                               |
| 2012 | 《히치콕》                                                 | 베라 마일즈           |                               |
| 2013 | 《트루스 어바웃 엠마누엘》                                 | 린다                  |                               |
| 2015 | 《엑시덴탈 러브》                                          | 앨리스 엑클           |                               |
| 2015 | 《여동생의 비밀》 Bleeding Heart                           | 메이                  |                               |
| 2016 | 《더 데블 앤 더 딥 블루 씨》                               | 페이                  | 제작 참여; 프로듀서 참여      |
| 2016 | 《어 카인드 오브 머더》                                    | 클라라 스택하우스     | 제작 후반                     |
| 2016 | 《스파크》                                                 | 빅스 (목소리)         | 촬영 중                       |
| 2017 | 《충격과 공포》                                            | 리사 마이어           |                               |
| 2022 | 《럭키스트 걸 얼라이브》                                   | 롤로 빈센트           |                               |

### 텔레비전
| 연도            | 제목                        | 역할            | 참고                                      |
| --------------- | --------------------------- | --------------- | ----------------------------------------- |
| 1996–2003, 2006 | 《제7의 천국》              | 마리 캠던       | 136 에피소드                              |
| 2005            | 《패밀리 가이》             | 브루크 (목소리) | 에피소드: "Brian the Bachelor"            |
| 2007-12         | Up Close with Carrie Keagan | 본인 (초대손님) |                                           |
| 2009            | 《새터데이 나이트 라이브》  | 제시카 래빗     | 에피소드: "Dwayne Johnson/Ray LaMontagne" |
| 2014            | 《뉴 걸》                   | 캣              | 에피소드: 73화 "The Last Wedding"         |

### 뮤직 비디오
| 연도 | 곡                   | 가수         | 참고 |
| ---- | -------------------- | ------------ | ---- |
| 2001 | "Fly Away from Here" | 에어로스미스 |      |

## 수상 및 후보
| 연도 | 상                    | 부문                                                    | 결과                                           | 출연 작품 |
| ---- | --------------------- | ------------------------------------------------------- | ---------------------------------------------- | --------- |
| 1997 | 젊은 예술가상         | 장편 영화 최우수 연기상: 젊은 조연여자배우상            | 율리스 골드                                    | 수상      |
| 1999 | 젊은 예술가상         | TV 시리즈 최우수 연기상: 젊은 앙상블상(출연진들과 함께) | 제7의 천국                                     | 후보      |
| 2002 | 틴 초이스 어워드      | 초이스 무비: 드라마 여자연기상                          | 제7의 천국                                     | 후보      |
| 2003 | 틴 초이스 어워드      | 초이스 TV: 드라마/액션어드벤쳐 여자배우상               | 제7의 천국                                     | 후보      |
| 2003 | 새턴상                | 최우수 여자배우상                                       | 텍사스 전기톱 연쇄살인사건                     | 후보      |
| 2004 | MTV 무비 어워드       | 최고의 신인배우상 - 여자부분                            | 텍사스 전기톱 연쇄살인사건                     | 후보      |
| 2006 | 뉴포트 비치 영화제    | 연기 제작 업적상                                        | 일루셔니스트                                   | 수상      |
| 2007 | 팜스프링스 국제영화제 | 라이징 스타상                                           | 빈칸                                           | 수상      |
| 2007 | 골든 래즈베리상       | 최악의 여우조연상                                       | 척 앤 래리 & 넥스트                            | 후보      |
| 2010 | 틴 초이스 어워드      | 초이스 무비: 심술상                                     | 발렌타인 데이                                  | 후보      |
| 2012 | 골든 래즈베리상       | 최악의 여우조연상                                       | 당신에게도 사랑이 다시 찾아올까요? & 토탈 리콜 | 후보      |
| 2015 | GLSEN 리스팩트 어워드 | 인스피레이션상                                          | 빈칸                                           | 수상      |